# بوب إيفانز (مهندس)
بوب إيفانز (بالإنجليزية: Bob Evans)‏ هو مهندس بريطاني، ولد في 11 يونيو 1947 في Waddington, Lincolnshire ‏ في المملكة المتحدة.

## وصلات خارجية
- بوب إيفانز على موقع Racing-Reference.info (الإنجليزية)